# Holden (Massachusetts)
Holden és una població dels Estats Units a l'estat de Massachusetts. Segons el cens del 2000 tenia 15.621 habitants.

## Demografia
Segons el cens del 2000, Holden tenia 15.621 habitants, 5.715 habitatges, i 4.423 famílies. La densitat de població era de 172,4 habitants/km².
Dels 5.715 habitatges en un 37,4% hi vivien nens de menys de 18 anys, en un 67,8% hi vivien parelles casades, en un 7,2% dones solteres, i en un 22,6% no eren unitats familiars. En el 19,5% dels habitatges hi vivien persones soles el 9,7% de les quals corresponia a persones de 65 anys o més que vivien soles. El nombre mitjà de persones vivint en cada habitatge era de 2,71 i el nombre mitjà de persones que vivien en cada família era de 3,13.
Per edats la població es repartia de la següent manera: un 27% tenia menys de 18 anys, un 5,1% entre 18 i 24, un 26,9% entre 25 i 44, un 26,7% de 45 a 60 i un 14,2% 65 anys o més.
L'edat mediana era de 40 anys. Per cada 100 dones de 18 o més anys hi havia 89,7 homes.
La renda mediana per habitatge era de 64.297 $ i la renda mediana per família de 73.614$. Els homes tenien una renda mediana de 52.203 $ mentre que les dones 36.194$. La renda per capita de la població era de 27.971$. Entorn del 2% de les famílies i el 3,1% de la població estaven per davall del llindar de pobresa.